# 14 message ~every ballad songs 2~
14 message ～every ballad songs 2～ es la segunda compilación de baladas de la banda Every Little Thing, por ser lanzado el Día de San Valentín del año 2007.

## Detalles
La segunda compilación de baladas de Every Little Thing desde el lanzamiento de Every Ballad Songs a finales del año 2000, y que incluye una selección de baladas comprendidas entre los periodos desde el lanzamiento del sencillo n.º 20 "Kiwoku" hasta las baladas incluidas en el décimo álbum Crispy Park. Las primeras ediciones del álbum incluyeron un libreto especial de 100 páginas, con un recopilatorio fotográfico de toda la trayectoria de la banda desde sus inicios, en conmemoración al cumplimiento de los 10 años de activo de Every Little Thing en la industria. En el álbum fueron incluidos tanto sencillos, como b-sides y también temas de álbumes que no tuvieron promoción alguna.
Inicialmente el título había sido estipulado a ser simplemente "Every Ballad Songs 2", de la misma forma que su antecesor, pero posteriormente fue modificado al de "14 message ~every ballad songs 2~". El título de "14 message" tiene su explicación en el mensaje que la banda quiere mandar para el 14 de febrero, Día del Amor a nivel mundial. Para promoción del álbum en días previos el grupo se presentó en el programa de televisión Music Station, para presentar en vivo su tema "Koibumi", la última balada de la banda -y el último sencillo también- que alcanzó el primer lugar de las listas niponas.
El álbum tuvo gran éxito en Japón, y en su primera semana debutó en el n.º 2 de las listas de Oricon con 65 mil copias vendidas. Finalmente llegaría a vender más de 100 mil unidades.

## Canciones
1. UNSPEAKABLE
2. Kiwoku (キヲク?)
3. Ame no Naru Yoru, Shizuku wo Kimi ni (雨の鳴る夜、しずくを君に?)
4. Soraai (ソラアイ?)
5. nostalgia
6. Shiawase no Fūkei (しあわせの風景?)
7. azure moon
8. Room (ルーム?)
9. Koibumi (恋文?)
10. Samidare (五月雨?)
11. Kaerimichi (帰り道?)
12. good night
13. Mata Ashita (また あした?)
14. Ai no Uta (愛の謳?)

- Datos: Q3311361